# Vanadium(III)-bromid
Vanadium(III)-bromid ist eine instabile chemische Verbindung des Vanadiums aus der Gruppe der Bromide.

## Gewinnung und Darstellung
Vanadium(III)-bromid kann durch Reaktion von Vanadium(IV)-chlorid mit Bromwasserstoff gewonnen werden, wobei als Zwischenprodukt das instabile Vanadium(IV)-bromid entsteht.
{\displaystyle \mathrm {2\ VCl_{4}+8\ HBr\longrightarrow 2\ VBr_{3}+8\ HCl+Br_{2}} }
Ebenfalls möglich ist die Darstellung durch Reaktion von Brom mit Vanadium oder Ferrovanadium.
{\displaystyle \mathrm {2\ V+3\ Br_{2}\longrightarrow 2\ VBr_{3}} }
{\displaystyle \mathrm {2\ VFe+6\ Br_{2}\longrightarrow 2\ VBr_{3}+FeBr_{3}} }

## Eigenschaften
Vanadium(III)-bromid liegt in Form von schwarzen, blättrigen, sehr hygroskopischen Kristallen mit bisweilen grünlichem Glanz vor. In
Wasser ist mit grüner Farbe löslich. Seine Kristallstruktur ist isotyp zu der von Vanadium(III)-chlorid mit der Raumgruppe R3c (Raumgruppen-Nr. 167), a = 6,400 Å, c = 18,53 Å. Beim Erhitzen auf Temperaturen um 500 °C entsteht eine violette Gasphase, aus der unter geeigneten Bedingungen durch schnelle Abkühlung rotes, sich schon bei −23 °C zersetzendes Vanadium(IV)-bromid abgeschieden werden kann.
Vanadium(III)-bromid zersetzt sich bei Kontakt mit Luft, Licht oder Feuchtigkeit zu Vanadium, Vanadiumoxiden und Bromwasserstoff. Wie auch Vanadium(III)-chlorid ergibt Vanadium(III)-bromid mit Dimethoxyethan und THF rotbraune, lösliche Komplexverbindungen.